# سیارک ۶۹۵۳
سیارک ۶۹۵۳ (به انگلیسی: 6953 Davepierce، نامگذاری:1986PC1) شش هزار و نهصد و پنجاه و سومین سیارک کشف شده‌است که در ۱ اوت ۱۹۸۶ کشف شد.
قدر مطلق سیارک برابر ۴۸.۹ است.